# Бетто, Фрей
Фрей Бетто (порт. Frei Betto, настоящее имя Фрей Карлус Альберту Либаниу Кристу (порт. Carlos Alberto Libânio Christo), род. 25 августа 1944) — бразильский революционер, левый политический деятель, монах-доминиканец, теолог освобождения Доминиканского ордена, видный деятель Национально-Освободительного Действия Бразилии.
Участвовал в альтерглобалистском движении, сотрудничал с левоцентристским правительством президента Лулы да Силвы. 26 января 2006 г., вместе с Габриэлем Гарсиа Маркесом, Эдуардо Галеано, Пабло Миланесом, Эрнесто Сабато и другими известными деятелями культуры, Фрей Бетто выступил с требованием о предоставлении независимости Пуэрто-Рико.
В 2013 году награждён ЮНЕСКО Международной премией им. Хосе Марти.
В 2023 году награждён командорским крестом ордена Риу-Бранку.